# Cubanops
Cubanops es un género de arañas araneomorfas de la familia Caponiidae. Se encuentra en Cuba, Hispaniola y Bahamas. El género agrupa actualmente 11 especies, pero probablemente el número real sea mayor. La mayoría de las especies son muy pequeñas (4–10 mm largo total), y resultan difíciles de localizar en la naturaleza. Ellas son cazadoras activas y preferentemente se encuentran en el suelo, bajo piedras y la hojarasca.

## Lista de especies
Según The World Spider Catalog 12.0:
- Cubanops alayoni Sánchez-Ruiz, Platnick & Dupérré, 2010
- Cubanops andersoni Sánchez-Ruiz, Platnick & Dupérré, 2010
- Cubanops armasi Sánchez-Ruiz, Platnick & Dupérré, 2010
- Cubanops bimini Sánchez-Ruiz, Platnick & Dupérré, 2010
- Cubanops darlingtoni (Bryant, 1948)
- Cubanops granpiedra Sánchez-Ruiz, Platnick & Dupérré, 2010
- Cubanops juragua Sánchez-Ruiz, Platnick & Dupérré, 2010
- Cubanops ludovicorum (Alayón, 1976)
- Cubanops terueli Sánchez-Ruiz, Platnick & Dupérré, 2010
- Cubanops tortuguilla Sánchez-Ruiz, Platnick & Dupérré, 2010
- Cubanops vega Sánchez-Ruiz, Platnick & Dupérré, 2010